# Tilathi
Tilathi (nep. तिलाठी) – gaun wikas samiti we wschodniej części Nepalu w strefie Sagarmatha w dystrykcie Saptari. Według nepalskiego spisu powszechnego z 2001 roku liczył on 709 gospodarstw domowych i 3679 mieszkańców (1734 kobiet i 1945 mężczyzn).